# San Miguel Terrero
San Miguel Terrero är en ort i kommunen Sultepec i delstaten Mexiko i Mexiko. Samhället hade 287 invånare vid folkräkningen 2020.